# Pierre de Sainte-Marie
Pour les articles homonymes, voir Sainte-Marie.
Pierre de Sainte-Marie, né le 8 septembre 1897 à Saint-Loup (Tarn-et-Garonne) et mort le 17 février 1986 à Saint-Loup (Tarn-et-Garonne), est un homme politique français.

## Détail des fonctions et des mandats
Mandat parlementaire
- 30 novembre 1958 - 9 octobre 1962 : Député de la 1re circonscription de Tarn-et-Garonne